# Странична съгласна
Страничните съгласни (също латерални) са група съгласни, които се учленяват чрез насочване на въздушен поток от двете страни на езика, докато той предотвратява преминаването му през средната част на устата. Най-често използваните странични съгласни са апроксимантни, но има и такива с друг начин на учленение.
Шестте основни странични съгласни звукове, разпознавани от Международната фонетична азбука са:
- Беззвучна венечна странична проходна съгласна [ɬ]
- Звучна венечна странична проходна съгласна [ɮ]
- Звучна венечна странична приблизителна съгласна [l]
- Звучна ретрофлексна странична приблизителна съгласна [ɭ]
- Звучна небна странична приблизителна съгласна [ʎ]
- Звучна заднонебна странична приблизителна съгласна [ʟ]